# Symone
Symone, nombre artístico de Reggie Gavin (Conway, 14 de enero de 1995), es una drag queen y modelo estadounidense. Es conocida por ganar la temporada 13 de RuPaul's Drag Race en 2021. Pertenece al colectivo de arte queer House of Avalon.

## Biografía
Symone se crio en Conway, Arkansas, como el menor de tres hijos, con dos hermanos que son significativamente mayores. Un niño tímido debido a la ansiedad por ser gay, Symone descubrió el drag cuando era adolescente en 2009 después del debut de RuPaul's Drag Race, y comenzó a experimentar con el maquillaje y el drag, asistiendo al baile de graduación con un vestido.

### 2013-2020: Inicios en el drag
Poco después de graduarse de la escuela secundaria en 2013, actuó como drag por primera vez en Triniti Nightclub bajo el nombre de Delilah Alamaine. Mientras estudiaba en la Universidad de Arkansas en Little Rock, comenzó a conseguir seguidores como intérprete en Discovery y The Factory, y luego cambió su nombre artístico a Symone, en honor a un personaje en una obra que escribió en la escuela secundaria. Presentó una serie llamada Symone Says. Sobre su identidad drag, dijo que Symone representa "la persona que realmente soy. Diría que Reggie es una máscara que me pongo todos los días".
Symone es miembro del colectivo de moda queer y cultura pop House of Avalon junto con la finalista de la temporada 12 de Drag Race, Gigi Goode. El colectivo fue fundado en 2016 en Little Rock por el diseñador Marko Monroe, Hunter Crenshaw y Grant Vanderbilt. Vanderbilt es la madre drag de Symone.
Symone se mudó a Los Ángeles en 2019 y se unió a otros miembros reubicados de House of Avalon.

### 2021-presente: Éxito deRuPaul's Drag Race
En 2021, Symone obtuvo una mayor prominencia como concursante en la temporada 13 de RuPaul's Drag Race, donde se convirtió en la primera concursante de Arkansas del programa. Ha recibido una recepción positiva de los críticos por su estilo drag y su personalidad, que con frecuencia hacen referencia a íconos culturales negros como Lil' Kim y Grace Jones. Después de que se emitieron los primeros dos episodios, los sitios web de cultura pop Vulture y Jezebel declararon que Symone era una de las principales candidatas para ganar la temporada 13. Rihanna le envió a Symone un mensaje directo de Instagram después de verla en el programa: "You soooo EVERYTHING! Nasty Lil bitch! I live for every second of it! You're a true joy to watch!"
Symone recibió la atención de los medios por su vestido de pasarela usado en el episodio 9: un vestido blanco de piel sintética con caderas exageradas, agujeros de bala de cristal rojo en la espalda y un tocado blanco adornado con Say Their Names. Mientras caminaba por la pasarela, recitó los nombres de varios estadounidenses negros asesinados: Breonna Taylor, George Floyd, Brayla Stone, Trayvon Martin, Tony McDade, Nina Pop y Monika Diamond. El vestido fue diseñado por Marko Monroe y creado por Howie B. Symone dijo que su intención con el vestido era decir: "No importa cuán bonitos, hermosos o no amenazadores parezcamos yo, y los negros, todavía somos vistos como una amenaza". Symone finalmente ganó la temporada en la gran final que se emitió el 23 de abril de 2021.
Tras su victoria en Drag Race, fue, junto a Gigi Goode, la imagen publicitaria de Moschino.
En agosto de 2021, Symone fue un artista destacado en Drag Fest, un festival de música en vivo.
Symone apareció en la portada de la edición de septiembre de 2021 de Interview. Ese mismo mes, Symone asistió a los MTV Video Music Awards de 2021, a la Met Gala de 2021, y caminó por la alfombra roja en la 73.ª edición de los Primetime Emmy Awards.
| Predecesora: Jaida Essence Hall | Ganadora de RuPaul's Drag Race 2021 | Sucesora: Willow Pill |